# الحجفة (حبيش)

تعديل مصدري - تعديل

الحجفة هي إحدى قرى عزلة نقيل العقاب بمديرية حبيش التابعة لمحافظة إب، بلغ تعداد سكانها 667 نسمة حسب تعداد اليمن لعام 2004.